# Вешать лапшу на уши
Вешать лапшу на уши / навесить лапшу на уши / развешивать лапшу на уши (кому-либо) — русский фразеологизм, обозначающий «обманывать кого-то», «вводить в заблуждение», принадлежит к разговорной (грубо-просторечный оборот) и сленговой лексике.

## История
Фразеологизм используется с подлежащим, обозначающим лицо.
Поведение, описываемое фразеологизмом, характеризует активное поведение либо описывает человека. При этом обманщик, совершающий действие, и обманываемый, над которым оно совершается, равно получают отрицательную, неуважительную оценку. Выражение вошло в обиход в постперестроечную эпоху и отражает развившуюся в российском обществе подавленность, психологическую усталость и предубеждение к словам и действиям властей и средств массовой информации. Лапша на ушах означает распространение информации, не соответствующей действительности, с целью ввести в заблуждение обычных людей в сфере политики или экономики. Выражение упоминается в словаре-справочнике «Новые слова и значения» (Москва), «Словаре новых слов русского языка (середина 50-х — середина 80-х годов)» (СПб, 1995) и «Фразеологическом словаре литературного языка конца XVIII—XX в.» (Новосибирск, 1995, том I).
Выражение пришло из арго, при этом в арготической лексике бытуют также его модификации, которые пока не получили распространения в бытовой и литературной речи: уничижительное двигать/двинуть лапшу [на уши] кому-либо —  в значении «давать ложные показания»; лапшу кидать/кинуть также с пренебрежением — «говорить глупости, болтать ерунду»; развешивать лапшу — «говорить неправду, выдумывать, болтать пустое»; кормить лапшой кого — «рассказывать кому-либо выдумки, небылицы».
Слово «лапша» в изданиях, посвящённых арготической речи, в отрыве от фразеологизма, приводится как с главенствующими значениями «ложь, выдумка», «незначительное, неважное», «сплетни», так и с расширенным семантическим диапазоном: «болтун», «браслет», «глупость», «избиение», «уголовное дело», «цепочка»  и другими. В языке арго слово «лапша» послужило основным для создания таких понятий, как «лапшить» («обманывать» и «обыгрывать»), «лапшовый» («плохой»), «лапшемёт» / «расчехлить лапшемёт» («говорить вздор», «болтать»).
По осторожному предположению В. Елистратова, слово «лапша» означает в уголовном мире «уголовное дело». Однако авторы историко-этимологического словаря «Русская фразеология» (Москва, 2005) сомневаются в обоснованности высказанного мнения, так как изначально оборот использовался в смысле «повесить на кого-либо уголовное дело», следовательно не мог обозначать обман, он ближе к значению «обвинить кого-либо в уголовном преступлении», «несправедливо осудить кого-то». В этом издании предлагается другое гипотетическое толкование фразеологизма, связанное с тем, что в воровской среде «лапша» означает не только «цепочка для медальона», «ремешок для часов», «браслет», но и «небольшой лоскут ткани». В этом случае изначально образное выражение приводит к следующему значению: «закрыть уши лоскутом ткани с целью усыпить бдительность обкрадываемого, сделать его глухим». В словаре «Русская фразеология» приводится английская идиома (американизм), соответствующая русской: pull the wool over smb's eyes, что в буквальном переводе передаётся как «натянуть шерсть на чьи-либо глаза» и имеет значение «кого-либо обмануть».
Авторы словаря «Русская фразеология» также предлагают ещё один вариант происхождения фразеологизма — по звуковому сходству с глаголом облапошить, широко употребляющимся в просторечии. Возможно, что посредством народной этимологии он также повлиял на оборот вешать лапшу на уши. Достаточно вспомнить, что в арго в ходу такой глагол, как лапшить («обманывать, обыгрывать») и его омофоны лакшить, локшить («обманывать»), облакшить («обыграть»). В этом же ряду происходящие от слов локш (дословно идиш лапша‎), обозначающего неудачу, что-то плохое, безнадежное, игру в карты и локша — «борода», «плохая, изношенная одежда», следующие словосочетания: локшовая (лакшовая) работа — неудачное дело; локшевый (лакшевый) фраер — богач, человек с большими деньгами; локш потянуть — быть осужденным за преступления другого, остаться в дураках, остаться ни с чем; локш хлебать — получить тюремное заключение по судебной ошибке; локшовая покупка — кража, которая не удалась; обозначение игр: лакши — игральные карты, лакшут — домино. Толкований можно предложить множество, несомненно то, что оборот имеет арготическое происхождение. Тем не менее, прочно войдя в обиход, популярный среди оборотов-арготизмов, появившихся в последние годы и широко используемых прессой, фразеологизм вешать лапшу на уши освободился от ассоциаций с арго.
Оборот также вошёл в белорусский и украинский языки. Белорусское вешаць/навешаць лапшу [на вуши], равно как и украинское вiшати локшину на вуха означают «обманывать кого-либо, говорить неправду». В украинских СМИ встречаются вариации: вiшати/навiсити спагети (макароннi вироби) на вуха. В украиноязычной молодёжной среде выражение породило следующие отдельные понятия: лапша — «враньё», лапшати, налапшати — «говорить неправду».
Как вариант происхождения также рассматривается трансформация от «навешивать вермишель», а этот фразеологизм от просто слова «вермишель», что в свою очередь созвучно с «верь мне же…, верь мне же…, верь мне же…», а так часто говорят, когда хотят обмануть.